# Knut Borgh
Knut Albert Borgh, född 15 maj 1867 i Stockholm, död 17 april 1946 i Stockholm, var en svensk konstnär.
Han var son till grosshandlaren Hjalmar Borgh och Maria Ulrika Katarina Lagerström och från 1913 gift med Selma Thorsson. Borgh studerade vid Konstakademien i Stockholm 1887–1891 och 1894–1896 samt i Axel Tallbergs etsningskurs 1895–1896. Han medverkade i Svenska konstnärernas förenings samlingsutställningar och Stockholmsutställningen 1897, Världsutställningen i Saint Louis 1904 där han tilldelades en silvermedalj, Konst och industriutställningen i Norrköping 1906 samt några mindre utställningar i Helsingborg och Falun. Hans konst består av mellansvenska skogsmotiv, porträtt och interiörer i olja, akvarell och grafik. Borgh är representerad vid Nationalmuseum  och Jämtlands läns museum. Han är begravd på Norra begravningsplatsen utanför Stockholm.